# Everybody's Rockin'
| 전문가 평가              | 전문가 평가 |
| 평가 점수                | 평가 점수   |
| 출처                     | 점수        |
| ------------------------ | ----------- |
| AllMusic                 | [ 1 ]       |
| Christgau's Record Guide | C+          |

《Everybody's Rockin'》은 1983년 8월 1일에 발매된 캐나다의 싱어송라이터 닐 영의 열세 번째 스튜디오 음반이다. 이 음반은 쇼킹 핑크스와 함께 녹음되었으며, 로커빌리 곡 선곡 (커버와 원곡 모두)이 특징이다. 25분 동안 진행되는 이 음반은 영의 가장 짧은 음반이다. 《Everybody's Rockin'》은 그 이전에 발매된 음반 (《Trans》 (1982년), 신스 헤비 일렉트로 록 음반)이나 그 이후에 발매된 음반 (《Old Ways》 (1985년), 순수한 컨트리)과 거의 또는 전혀 유사하지 않다는 점에서 그의 1980년대 대표적이다.

## 배경
이미 그의 레이블인 게펀 레코드와 전년도 《Trans》로 긴장감을 조성한 바 있으며, 영은 《Old Ways》라는 이름의 컨트리 음반을 음반사에 제공했다. 영의 음악은 그의 가장 성공적인 음반인 《Harvest》 (1972년)를 포함한 컨트리 음악의 영향을 이전에 보여주었다. 하지만 게펀은 《Trans》의 상업적 실패와 비판적 실패에 휘청거린 채 《Old Ways》를 거부하고 "로큰롤 음반"을 요구했다.
영은 스튜디오에 들어가 선 레코드 초기 엘비스 프레슬리가 녹음한 지미 리드의 브라이트 라이트 빅 시티 미스터리 트레인 등 로큰롤 초기 모습을 연상시키는 사운드를 담은 음반을 빠르게 제작했다. 50년대식 보컬 리버브와 백코러스가 제작되었다. 대부분의 노래는 아내를 즐겁게 하기 위해 작곡된 〈Kinda Fonda Wanda〉와 같은 영 오리지널이었다. 영은 〈Wonderin'〉이라는 곡을 《Everybody's Rockin'》 세션 훨씬 전에 작곡했다.  이 곡은 적어도 《After the Gold Rush》 시대로 거슬러 올라가며 1970년 솔로 어쿠스틱 쇼에서 그의 세트리스트의 일부였을 뿐만 아니라 1969년 크로스비, 스틸스, 내시 & 영과 함께 우드스톡 페스티벌에서 공연되었다.
〈Wonderin'〉과 〈Cry, Cry, Cry〉는 싱글로 발매되었고 둘 다 뮤직 비디오를 함께 선보였지만 MTV는 그들에게 방영 시간을 거의 주지 않았다. 《Trans》와 마찬가지로, 영은 모두의 록인 서포팅 투어를 진행했고 그의 콘서트에서 낮은 수신률과 낮은 관객률에도 불구하고 음반의 소재를 라이브로 연주했다.
영에 따르면, 《Everybody's Rockin'》은 쇼킹 핑크스에 더 많은 깊이를 줬을 〈Get Gone〉과 〈Don't Take Your Love Away From Me〉라는 두 곡이 추가되어 콘셉트 음반이 될 계획이었다. 그러나 격분한 게펀 레코드는 녹음 세션을 취소하여 영이 음반을 완성하지 못하게 하고 그대로 발매하였다. 이 두 곡은 나중에 영의 컴필레이션 《Lucky Thirteen》에 실렸다.

## 소송
1983년 11월, 《Everybody's Rockin'》의 상업적 실패 이후, 게펀은 이 음반과 그 전 음반이 "상업적이지 않다"며 "음악적으로 그의 이전 음반들과는 다르다"는 이유로 영을 330만 달러에 고소했다. 영은 음반사로부터 어떠한 창조적 간섭도 약속받지 않았기 때문에 계약 위반을 주장하며 2,100만 달러의 맞소송을 제기했다.
이 소송은 게펀 레코드에게 역효과를 내면서 레이블 소유주 데이비드 게펀이 직접 영에게 슈트와 그의 일에 간섭한 것에 대해 사과했다.
소송 1년 전 영이 게펀과 계약한 직후 그의 오랜 매니저 엘리엇 로버츠는 영이 왜 레이블을 바꾸었느냐는 질문을 받고 이렇게 말했다. "저는 RCA로부터 400만 달러 정도 더 많은 금액을 제안받았습니다. 데이비드 게펀과 저는 파트너였고 데이비드은 닐과 오랫동안 함께 일했습니다. 그는 닐과 완전히 아티스트로서의 관계를 맺고 있으며 닐에 대한 선입견을 가지고 있지 않습니다. 그는 자신이 언제든, 언제든지 무엇이든 할 수 있다는 것을 알고 있습니다. 누군가가 음반 한 장에 100만 달러에서 200만 달러를 주고 거래할 때와는 달리, 그는 자신이 보는 대로 예술을 연습할 자유를 갖게 될 것입니다. 닐은 자기 음반을 많이 파는 게 아니라 마음에 드는 음반을 만드는 게 중요하죠 불행하게도 그들은 음반 회사의 관점에서 항상 상업적인 것은 아닙니다. 데이비드 게펀은 그것과 관련이 있습니다. 그는 닐이 컨트리 음반을 낼 수도 있고, 닐과 라임이나 이유가 없기 때문에 일렉트릭 음반을 낼 수도 있다는 것을 알고 있습니다. 그게 바로 그가 움직인 이유죠."

## 곡 목록
모든 곡들은 특별한 언급이 없는 한 닐 영에 의해 작사/작곡하였다.
| #  | 제목                                    | 작사·작곡              | 재생 시간 |
| -- | --------------------------------------- | ---------------------- | --------- |
| 1. | 〈Betty Lou's Got a New Pair of Shoes〉 | 바비 프리먼            | 3:02      |
| 2. | 〈Rainin' in My Heart〉                 | 슬림 하포, 제리 웨스트 | 2:11      |
| 3. | 〈Payola Blues〉                        | 벤 키스, 영            | 3:09      |
| 4. | 〈Wonderin'〉                           |                        | 2:59      |
| 5. | 〈Kinda Fonda Wanda〉                   | 팀 드러몬드, 영        | 1:51      |

| #  | 제목                        | 작사·작곡              | 재생 시간 |
| -- | --------------------------- | ---------------------- | --------- |
| 1. | 〈Jellyroll Man〉           |                        | 2:00      |
| 2. | 〈Bright Lights, Big City〉 | 지미 리드              | 2:18      |
| 3. | 〈Cry, Cry, Cry〉           |                        | 2:39      |
| 4. | 〈Mystery Train〉           | 주니어 파커, 샘 필립스 | 2:47      |
| 5. | 〈Everybody's Rockin'〉     |                        | 1:57      |